# Декларация за независимост на Косово (2008)
На 17 февруари 2008 г. парламентът на Косово, като част от временните институции за самоуправление на провинцията, приема декларация за независимост на Косово от Сърбия.
Това е втората декларация за независимост, обявена от политическите институции в провинцията, доминирани от косовските албанци. Първата е от 7 септември 1990 г.
Декларацията е резултат от неуспеха на преговорите за приемане на Плана Ахтисаари, прекратени през есента на 2007 г. Планът, изготвен от специалния представител и бивш финландски президент Марти Ахтисаари, предполага за Косово вид независимост, върху която се упражнява надзор, без изрично да използва думата „независимост“. Според този план Косово ще трябва да получи самоуправление под ръководството на ЕС и ще бъде задължено да съблюдава точно правата на малцинствата чрез приемане на конституция и представително управление. В същото време това формирование ще получи собствени национални символи като флаг и герб и ще трябва да извърши демаркация на спорната косовско-македонска граница. Албанските преговарящи подкрепят Плана Ахтисаари в неговата цялост. Подобна е позицията на ЕС и САЩ. Сърбия и Русия изцяло отхвърлят предложението, така че няма възможност за постигане на напредък и в рамките на ООН.
Поради липсата на перспектива за напредък на преговорите, косоварите решават да обявят едностранно създаването на Република Косово, като се задължават да следват изцяло предписанията на Плана Ахтисаари.

## Обща информация
След края на Косовската война през 1999 г. Съветът за сигурност на ООН приема резолюция 1244, която определя временния статут на провинцията. Тя поставя Косово под ръководството на преходна администрация на ООН, изисква изтегляне на сръбските сили за сигурност от Косово и предвижда евентуален политически процес в Косово, подпомогнат от ООН. Същевременно резолюцията „препотвърждава признаването от всички държави членки на суверенитета и териториалната цялост на Федерална република Югославия и на другите държави в района, както е изложено в Хелзинкски заключителен акт и анекс 2 (отнасящ се до принципите за статута, договорени в края на войната)“.
Въвежда се изискването конституционният процес след конфликта да държи сметка за „принципите на суверенитет и териториална цялост на Федерална република Югославия“.
През февруари 2007 г. Марти Ахтисаари представя пред лидерите в Белград и Прищина предложение за статута на провинцията, което служи за основа на проекторезолюцията на Съвета за сигурност на ООН, предлагаща „независимост с упражняван надзор“ за провинцията. До началото на юли 2007 г. проекторезолюцията, която намира подкрепа от САЩ и членовете на ЕС, които влизат в Съвета за сигурност на ООН, е преработвана четири пъти в опит да се съобразят с руските притеснения, че такава резолюция ще подкопае принципа за държавния суверенитет. Русия, която като една от постоянните членки на Съвета за сигурност има право на вето, обявява, че няма да подкрепи резолюция, която не е приемлива и за Сърбия, и за косовските албанци.
Докато в началото на преговорите много наблюдатели очакват Косово да получи независимост, други смятат, че една прибързана резолюция може да не е най-доброто решение. Преговорите са прекъснати в края на 2007 г.; двете страни остават на различни позиции, като минималните искания на всяка страна са повече, отколкото другата желае да приеме.
В началото на 2008 г. медиите започват да съобщават, че косовските албанци са решени да обявят независимост. Това известие идва в момент, когато наближава десетгодишнината от Косовската война (отбелязването на петгодишнината е от съпроводените с насилие безредици); американският президент Джордж Уокър Буш е в последната година от мандата си и няма право на преизбиране; двете нации, които преди това са се откъснали от Югославия, заемат важни политически позиции (Словения председателства ЕС в първото полугодие на 2008 г., а Хърватия е избрана за член на Съвета за сигурност на ООН, но възмутеният вицепремиер на Хърватия е принуден да подаде оставка заради нарушени от другите коалиционни партии принципи на добросъседски отношения). Според медиите обявяването на независимост се отлага, докато не бъдат проведени президентските избори в Сърбия на 20 януари и 3 февруари 2008 г., тъй като Косово е важна тема в предизборната кампания.

## Приемане и съдържание на декларацията за независимост
"Ние, демократично избраните представители на нашия народ, с настоящото обявяваме, че Косово е независима и суверенна държава. Тази декларация отразява волята на нашия народ и е в пълно съответствие с препоръките на специалния представител на ООН Марти Ахтисаари и неговото подробно предложение за уреждане статута на Косово.
Обявяваме, че Косово е демократична, светска и многоетническа република, водена от принципите за недискриминация и равенство пред закона. „
Декларацията за независимост е приета от членовете на Косовския парламент в Прищина, столицата на Косово, на 17 февруари 2008 г. Одобрена е с вдигане на ръце, като от 109 присъстващи депутати няма гласували против. Отсъстват единадесет депутати от етническите малцинства, включително сърби. В декларацията се заявява, че независимостта на Косово се ограничава в рамките на принципите, изложени в Плана Ахтисаари: забранява се на Косово да се присъединява към друга държава, предвижда се ограничен военен капацитет, обявява се, че Косово ще е под международно наблюдение и се предвижда защита на малцинствените етнически общности.

## Международни спорове

### Законност на Декларацията
На 18 февруари 2008 г. Националното събрание на Република Сърбия обявява декларацията за независимост на Косово за недействителна по предложение на правителството на Република Сърбия и след като Конституционният съд определя акта като незаконен, твърдейки, че той не е съобразен с Хартата на ООН, със Сръбската конституция, с Хелзинкския заключителен акт, с Резолюция 1244 на Съвета за сигурност на ООН (включително и с предходните резолюции) и с Комисията Бадинтер.
Преамбюлът на Сръбската конституцията обявява Косово за „неотделима“ част от Сърбия със „значителна автономия“.
В преамбюла си Резолюция 1244 на Съвета за сигурност на ООН потвърждава териториалната цялост и суверенитет на тогавашната Федерална република Югославия, но без да дава каквито и да е спецификации:
| „                                                          | Препотвърждавайки ангажимента на всички държави членки към суверенитета и териториалната цялост на Федерална република Югославия и на другите страни в региона, както е изложено в Хелзинкския заключителен акт и анекс 2. | “ |
| Резолюция №1244 на Съвета за сигурност на ООН, 10 юни 1999 | |   |

В точка 11 от решенията на резолюцията е посочен политическият процес за определяне на окончателния статут на Косово. Този процес е основан на анекс 1, съдържащ изказването на председателя на срещата на външните министри на Г-8 при нейното закриване на 6 май 1999 г., както и споразумението от Рамбуйе, според което решението трябва да е съобразено с всички релевантни и съставни елементи, включително с териториалната цялост и суверенитет на ФРЮ, Хелзинкския заключителен акт и волята на хората в Косово, както и мнението на други свързани с въпроса фактори.
Контактната група разпространи през 2005 г. водещите принципи при определяне на окончателния статут на Косово.

### Прецедент или специален случай?
Декларацията за независимост на Косово предизвиква много противоречия. След падането на комунизма в Европа, СССР и Югославия се разпадат на съставните си, по-рано независими републики, последната от които (обявила независимост) е Черна гора (3 юни 2006 г.). От политическа гледна точка отделянето на Косово е различен случай, тъй като Косово никога не е притежавало статут на република. По тази причина някои държави се страхуват, че ще се създаде прецедент, който ще окаже влияние върху други спорни територии в Европа и в неевропейските части на бившия СССР, като Чечения (която въпреки че не е от първоначалните съветски републики, сега има такъв статут). Възможно е обаче (сред държавническите кръгове на Руската Федерация) като аналогични случаи да се разглеждат и декларациите за независимост на Абхазия и Южна Осетия, които също никога не са имали статут на независима държава.
В тази връзка е следният текст от Декларацията за независимост на Косово: „... Отбелязвайки, че Косово е специален случай, произлизащ от разпадането на Югославия, който не създава прецедент за някоя друга ситуация. Припомняйки си годините на конфликт и насилие в Косово, които разтревожиха съвестта на всички цивилизовани народи...“. С други думи, според Декларацията Косово е специален случай след кризата през 1990-те години и поради това не е прецедент. Въпреки това някои държави като Испания и Кипър не планират да признаят независимостта на Косово от страх, че ще се създаде прецедент.

## ООН
Новопровъзгласилата се република не е приета в ООН, тъй като се смята, че Русия би наложила вето на една евентуална молба за членство. Русия се е зарекла да се противопостави на независимостта на Косово с „план за отмъщение“, който според някои може да се състои в признаването от Русия на международно непризнатите отцепили се държави Абхазия и Южна Осетия в Грузия и Севернокипърската турска република. Сърбия също се ангажира активно с въпроса: обявява за нищожна независимостта на Косово и се заканва да ѝ се противопостави чрез пакет от мерки, за да се обезкуражи международното признаване на републиката.

## Реакции

### В Косово
Етническите албанци в Косово отпразнуват новината.
Епископът на Сръбската православна църква в Косово реагира гневно, обявявайки, че независимостта на Косово е „временно състояние на окупация“ и че „Сърбия трябва да закупи високотехнологични оръжия от Русия и други страни, и да призове Русия да изпрати доброволци и да установи военно присъствие в Сърбия“.
В северната част на Косово сграда на ООН, която се използва от съда и затвора, е атакувана с ръчна граната, нанесени са леки щети, няма жертви. Неексплодирала граната е намерена от другата страна на улицата близо до хотела, в който са отседнали служителите на ЕС.
Експлозия в Митровица поврежда две превозни средства. Няма данни за жертви и пострадали.
Протестиращи сърби в Косово подпалват два пропускателни пункта по северната граница на Косово. Служители и в двата пункта са косовари и полицаи към ООН. Няма сведения за пострадали, но полицията се оттегля до пристигането на войниците от КФОР.
Японски журналист в униформа на ООН е пребит в Северна Митровица.
На 22 февруари стотици сърби протестират в косовския град Митровица. Въпреки хвърлянето на камъни и сбивания протестът преминава мирно.
На 14 март 2008 г. протестиращи сърби превземат със сила съда на ООН в северната част на косовска Митровица. На 17 март мироопазващи сили на ООН и НАТО влизат в сградата и прекратяват окупацията. В последвалите сблъсъци с няколко стотици протестиращи един украински полицай от мисията на ООН е убит, а над 50 души от всяка страна са ранени; едно превозно средство на ООН и едно на НАТО – опожарени. Полицията на ООН се изтегля от Северна Митровица, оставяйки войските на НАТО да поддържат реда.

### Реакция на Сърбия
Официалната реакция на Сръбското правителство включва изпреварващ план за действие, влизащ в сила на 12 февруари 2008 г., който предвижда, наред с другите мерки, привикване на сръбските посланици за консултации в знак на протест срещу държавите, признали Косово; издаване на заповеди за задържане на косовските лидери за държавна измяна; дори разпускане на правителството поради липса на консенсус по въпроса с Косово, с нови избори, насрочени на 11 май 2008 г. Един от министрите прави предложение за разделение на Косово по етнически линии, но скоро след това тази иниацитива е отхвърлена и от правителството, и от президента. В края на март правителството оповестява намерението си да се обърне към Международния съд, както и да потърси подкрепа от Общото събрание на ООН през септември 2008 г.
Сръбският министър-председател Воислав Кощуница обвинява САЩ, че са „готови да нарушат международния ред заради собствените си военни интереси“ и заявява, „Днес политиката на силата смята, че е възтържествувала чрез създаването на една измислена държава. […] Докато съществува сръбският народ, Косово ще бъде Сърбия“. Според Слободан Самарджич, сръбския министър за Косово, „една нова държава е създадена чрез нарушение на международния закон. […] По-добре да я наречем измислена държава“. Въпреки това сръбското правителство обещава, че няма да отговори с насилие.
На 17 февруари около 2000 сърби протестират пред Американското посолство в Белград, като някои от тях хвърлят камъни и бомбички към сградата, преди да бъдат изтласкани от жандармерията. Протестиращи чупят също прозорците на Посолството на Словения – държавата, която председателстваше ЕС от януари до юни 2008 г. В Белград и Нови Сад протестиращи нанасят щети на ресторанти на Макдоналдс. Според сръбски източници протестиращите са всъщност набързо организирали се футболни фенове. Ранени са 54 полицаи и 34 граждани. Сръбските политици осъждат проявеното насилие.
Съветът на династията Караджорджевич – кралското семейство, управлявало някога Сърбия и Югославия, отхвърля едностранно обявената декларация за независимост на Косово, обявявайки: „Европа е изгубила своя морал, опозорила е историята си и показва, че носи в себе си зародиша на собственото си падение“, „това е удар срещу идеята за демокрация... удар срещу общоприетите правила на международното право“, „част от проекта на Мусолини и Хитлер най-накрая се осъществи на сръбска територия“.

### Международна реакция
Косово обявява независимостта си на 17 февруари 2008 г. и е признато от България и още 41 държави, 20 от които са страни-членки на ЕС, както и от Тайван и Севернокипърската турска република (чиято независимост също не е общопризната).
Около 20 държави, сред които Китай, Индия и Гърция се обявяват за продължаване на преговорите и постигане на споразумение между засегнатите страни. Множество държави като Руската Федерация, Таджикистан, Република Беларус и др. виждат в едностранната декларация флагрантно нарушение на принципите на международното право и на последната приета от ООН резолюция за статута на Косово, дефинираща го като област с широка автономия в рамките на Сърбия.

### Протести и безредици
На 19 февруари в Подгорица, Черна гора, се провеждат протестни акции. Протестиращите развяват знамената на Сръбската народна партия и Сръбската радикална партия. Освен това някои сръбски партии, под егидата на коалиция Сръбска листа, призовават за протест срещу Декларацията на Косово на 22 февруари, а ръководителите на опозиционните партии заявяват своята надежда, „че Черногорските власти няма да признаят незаконното нарушаване на сръбската териториална цялост, тъй като това би подкопало регионалната стабилност и добросъседските отношения“.
На 21 февруари се провеждат големи сръбски демонстрации в Белград, в които участват повече от 500 хиляди протестиращи. Повечето от тях не проявяват насилие, но малки групи демонстранти нападат американското и хърватското посолство. Една група нахлува в Посолството на САЩ, подпалва го и се опитва да изхвърли мебели през прозорците. По това време посолството е вече опразнено, с изключение на служителите по сигурността. Няма пострадали сред служителите на Посолството, но е намерено тяло, което според говорителката на Посолството Райън Харис, е на демонстрант. Полицията пристига на местопроизшествието след 45 минути и едва тогава огънят е изгасен.
Американският представител в ООН Залмай Халилзад е „възмутен“ и иска Съветът за сигурност на ООН да направи незабавно изявление, „изразяващо възмущението на Съвета, осъждащо нападението и напомнящо на сръбското правителство за ангажимента му да охранява дипломатическите сгради“. Хърватското посолство е пострадало по-леко.
Посолствата на Турция и Великобритания са атакувани също, но полицията успява да предотврати нанасянето на щети. Местна клиника приема 30 ранени, половината от които – полицаи; повечето рани са леки.
Съветът за сигурност на ООН отговаря на тези инциденти с единодушна декларация, в която се казва: „Членовете на Съвета за сигурност осъждат най-строго нападенията над посолствата в Белград, които са нанесли щети на посолствата и са застрашили дипломатическия персонал“, отбелзвайки, че според Виенската конвенция от 1961 г. приемната държава има задължението да гарантира сигурността на посолствата на нейна територия“.
На 22 февруари, след протестите и нападението срещу Посолството на САЩ, в Сърбия е наредена временна евакуация на персонала, който не играе съществена роля. Райън Харис, говорителката на Американското посолство, обяснява евакуацията по следния начин: „Наредено е на служителите временно да напуснат Белград. Не сме уверени, че сръбските власти могат да осигурят безопасността на нашите служители“.
По искане на Русия на 17 февруари следобед Съветът за сигурност на ООН се събира извънредно. Генералният секретар на ООН Бан Ки Мун разпространява съобщение, чрез което, без да взема страна, призовава всички, свързани с конфликта, „да се въздържат от всякакви действия и изявления, които могат да застрашат мира, да предизвикат насилие или да изложат на опасност сигурността в Косово или в региона“.
Говорейки от името на шест западни държави – Белгия, Хърватия, Франция, Германия, Италия и САЩ – белгийският посланик изразява съжаление, че „Съветът за сигурност не може да постигне съгласие за пътя напред, но тази безизходна ситуация е била ясна от няколко месеца. Днешните събития – казва той – представляват завършека на процеса по определяне на статута, който е изчерпал всички възможности за постигане на споразумение“.